# Jindrich Chmelař
Jindrich Chmelař (1926) es un ingeniero agrónomo, botánico, y profesor checo.

## Biografía
En 1976, obtuvo una maestría por la Universidad Masaryk, en botánica.
El Ing. Chmelař, DrSc es profesor asociado, y un dendrólogo importante y experto de fama mundial en el género Salix y uno de los fundadores de la colección de sauces en los jardines botánicos de la Universidad Masaryk, Brno y en Křtiny). A principios de los años 1960, el Departamento estuvo encabezado por un corto tiempo por el Prof. Asoc. Ing. Jindřich Chmelař, el fundador de un arboreto en Řícmanice entre 1968 a 1970.

## Obra
- jindřich Chmelař, walter Meusel; et al. 1976. Die Weiden Europas : die Gattung 'Salix'. Ed. Wittenberg : A. Ziemsen. 143 pp. il.

- La abreviatura «Chmelař» se emplea para indicar a Jindrich Chmelař como autoridad en la descripción y clasificación científica de los vegetales.[3]